# Baeocera alticola
Baeocera alticola – gatunek chrząszcza z rodziny kusakowatych, podrodziny łodzikowatych i plemienia Scaphisomatini.
Gatunek tan opisany został w 2012 roku przez Ivana Löbla na podstawie pojedynczego okazu samca.
Chrząszcz o ciele długości 2,2 mm. Ubarwiony czarno z rudobrązowymi trzema początkowymi członami czułków, udami, goleniami i rudobrązowym podbarwieniem odwłoka oraz jeszcze jaśniejszymi stopami i wierzchołkiem odwłoka. Czułki o członie jedenastym około 4,5 razy dłuższym niż szerszym i znacznie dłuższym od dziesiątego. Boczne części zapiersia, z wyjątkiem punktów położonych za środkowymi biodrami, bardzo delikatnie i rozproszenie punktowane. Gęste i drobne punkty występują wzdłuż krawędzi wyrostka międzybiodrowego zapiersia. Hypomeron bardzo delikatnie lub wcale niepunktowany. Rowek przyszwowy pokryw zaczyna się u ich podstawy, zakrzywia się wzdłuż krawędzi nasadowej i sięgając boków pokryw formuje pełny rządek bazalny, łączący się z rzędami bocznymi. Samiec ma silnie zesklerotyzowany edeagus długości 0,82 mm, silnie rozszerzony pierwszy i słabo rozszerzony trzeci człon stopy odnóży przednich oraz drobny i tępy płatek na krawędzi tylnej szóstego wentrytu odwłoka.
Owad znany tylko z prowincji z Benguet i Mountain Province na filipińskiej wyspie Luzon.